# Translokutionaritet
 Der er for få eller ingen kildehenvisninger i denne artikel, hvilket er et problem. Du kan hjælpe ved at angive troværdige kilder til de påstande, som fremføres i artiklen.

Translokutionaritet er en erkendelsesteoretisk neologisme lavet af den danske filosof Ole Fogh Kirkeby som et supplement til de tre kategorier fra angelsaksisk talehandlingsteori (Austin og Searle): lokutionære, illokutionære og perlokutionære talehandlinger. Begrebet kan populært formuleres gennem sætningen: Jeg ved først, hvad jeg mener, når jeg hører, hvad jeg selv siger.
Heri ligger den antagelse, at bevidstheden foruden tilskyndelser, indtryk, mentale billeder, erindrede begivenheder, følelser og stemninger, er styret af en indre dialog. Dialogen dominerer den indre tale, og derfor er tankegangen som regel flertydig, medmindre vi er i stand til at forme vores tanker som et ukommenteret indre, monologisk udsagn.
Denne formulering bliver ifølge Kirkeby først bindende for os i det øjeblik den bryder over vore læber og bliver lyd. Stoikerne sagde tilsvarende, at mening er ulegemlig, men lyden legemlig, og som legemlighed, som materialitet, lever lyden sit eget liv og virker tilbage på os. Dermed gives sproget en dominerende, men ikke enerådende, rolle som tænkningens mulighedsbetingelse. En tanke kan også være en ikke-diskursivt artikuleret fornemmelse. Denne feedback-proces opleves tit af kunstnere, når de arbejder i et medie, om det er skrift, farver og form, plastik eller musik, og er ofte blevet formuleret således af dem, at mediet udvider deres intentioner, eller ligefrem bidrager til skabelsesprocessen.
Stravinskij skrev: Det er den skabende ånds opgave at sigte de elementer, den modtager fra indbildningskraften, for det er en nødvendighed, at den menneskelige aktivitet foreskriver sig selv grænser. Jo mere kunsten kontrolleres, bearbejdes, desto friere er den.
I det øjeblik et andet menneske modtager den artikulerede tanke, forstærkes translokutionaritetens virkning yderligere af dennes forståelsesarbejde. Translokutionariteten udvides af Ole Fogh Kirkeby til også at gælde kunnen og villen: Jeg ved ikke, hvad jeg kan, før jeg gør det og Jeg ved ikke hvad jeg vil, før min vilje til at ville bliver handling, samt Jeg ved ikke, hvad der sker, før jeg skeende-skes af det.